# Santa María Xigui
Santa María Xigui es una localidad de México perteneciente al municipio de Alfajayucan en el estado de Hidalgo.

## Toponimia
Santa María en honor a la Virgen María. Xigui del idioma otomí xu̱gi  que significa heno.

## Geografía
A la localidad le corresponden las coordenadas geográficas 20° 27’ 40.474” de latitud norte y 99° 20’ 40.059” de longitud oeste, con una altitud de 1841 m s. n. m. Se encuentra a una distancia aproximada de 7.78  kilómetros al norte de la cabecera municipal, Alfajayucan.
En cuanto a fisiografía, se encuentra dentro de la provincia del Eje Neovolcánico dentro de la subprovincia de Llanuras y Sierras de Querétaro e Hidalgo; su terreno es de lomerío y llanura. En lo que respecta a la hidrología se encuentra posicionado en la región Panuco, dentro de la cuenca del río Moctezuma, en la subcuenca del río Alfajayucan. Cuenta con un clima semiseco templado.

## Demografía
En 2020 registró una población de 1115 personas, lo que corresponde al 5.82 % de la población municipal, de las que 596 son hombres y 519 son mujeres. Tiene 319 viviendas particulares habitadas.
| Gráfica de evolución demográfica de Santa María Xigui entre 1900 y 2020                      |
|                                                                                              |
| Población de los censos y conteos del Instituto Nacional de Estadística y Geografía (INEGI). |

## Economía
La localidad tiene un grado de marginación alto y un grado de rezago social bajo.